# Gare de Püspökmolnári
La gare de Püspökmolnári (en hongrois : Püspökmolnári vasútállomás) est une halte ferroviaire hongroise, située à Püspökmolnári.